# Бремова, Барбора
Барбора Бремова (словац. Barbora Brémová, родилась 24 августа 1991 в Кошице) — словацкая хоккеистка, защитница.

## Карьера в сборной
Бремова участвовала в составе сборной Словакии в Олимпийских играх 2010 года в Ванкувере, сыграв все пять матчей и не набрав ни одного очка. Сыграла все три матча в квалификации к Олимпиаде-2010 и три матча в квалификации к Олимпиаде-2014.
На чемпионатах мира Бремова играла четыре раза на двух уровнях: в первом дивизионе в 2008 и 2013 годах и в высшем дивизионе в 2011 и 2012 годах. Также она сыграла в составе юниорской сборной на чемпионате мира первого дивизиона в 2009 году.

## Статистика в сборной
| Год  | Сборная      | Турнир                           | Игры | Голы | Передачи | Очки | Минуты штрафа |
| ---- | ------------ | -------------------------------- | ---- | ---- | -------- | ---- | ------------- |
| 2008 | Словакия     | Чемпионат мира (I дивизион)      | 5    | 0    | 1        | 1    | 10            |
| 2008 | Словакия     | Олимпиада (квалификация)         | 3    | 0    | 0        | 0    | 2             |
| 2009 | Словакия U18 | Чемпионат мира U18 (I дивизион)  | 4    | 0    | 0        | 0    | 8             |
| 2010 | Словакия     | Олимпиада                        | 5    | 0    | 0        | 0    | 4             |
| 2011 | Словакия     | Чемпионат мира (высший дивизион) | 5    | 0    | 0        | 0    | 2             |
| 2012 | Словакия     | Чемпионат мира (высший дивизион) | 5    | 0    | 0        | 0    | 0             |
| 2013 | Словакия     | Олимпиада (квалификация)         | 3    | 0    | 0        | 0    | 2             |
| 2013 | Словакия     | Чемпионат мира (I дивизион A)    | 5    | 0    | 0        | 0    | 0             |